# Jagged Alliance 2
Jagged Alliance 2 (рус. Jagged Alliance 2: Агония Власти) — компьютерная тактическая ролевая игра с элементами стратегии, разработанная канадской компанией Sir-Tech Software. Это вторая игра из серии Jagged Alliance.

## Сюжет
Действие этой игры происходит в вымышленной стране Арулько — «маленькой стране третьего мира». Королева Дейдрана, обманом захватив власть, установила в стране военную диктатуру, безжалостно карая любое проявление недовольства. Законный, но вынужденный бежать из страны наследник престола Арулько — Энрико Чивалдори — нанимает главного героя для свержения режима Дейдраны. В этом герою помогают наёмники — профессиональные солдаты-коммандос, специализирующиеся на локальных вооруженных конфликтах.

## Геймплей
Навыки и особенности характера главного героя определяются ответами на психологический тест I.M.P.
Основным поставщиком «солдат удачи» является организация A.I.M. (Association of international mercenaries), играющая эту роль и в остальных играх серии.
В ходе игры появляется возможность найма бойцов более «бюджетного» рекрутингового центра M.E.R.C (More Economic Recruiting Center). Описание персонажей подчёркивает их сомнительное прошлое и неуравновешенность. Также можно нанять отдельных местных жителей.
Игровой процесс зависит от отношения наёмников друг к другу и главному герою. «Психологическая атмосфера» в команде влияет на уровень морали, скорость роста основных навыков бойцов.
Игра начинается на экране глобальной карты. Она отображает государство Арулько, разделённое сеткой на сектора, его землю и города, силы игрока и вражеские войска. Это — «стратегическая часть», в которой игрок управляет деятельностью наемников и других войск, их перемещением между секторами и ходом внутриигрового времени (можно изменять его скорость или ставить паузу). Отсюда доступен лэптоп главного героя, позволяющий с помощью электронной почты и Интернета взаимодействовать c организациями, поставляющими наемников и экипировку, и некоторыми другими персонажами, а также хранящий полученную по ходу игры информацию. Игрок может нанять до восемнадцати наёмников, из которых формируются команды — максимум по шесть человек. На поздних этапах игры имеется возможность обзавестись личным авто- и авиатранспортом.

### Тактические бои
Когда войска игрока оказываются в одном квадрате с вражескими силами, начинается сражение — «тактическая» часть игры. Игрок видит поле боя — этот сектор — в изометрической проекции, игра идёт в реальном времени до момента, когда один из наёмников заметит противника (или противник — его). В этот момент игра переключается в пошаговый режим. Обе стороны ходят по очереди, могут атаковать и производить другие действия. У каждого персонажа есть ограниченное количество очков действия, которые обновляются в начале каждого хода. Число очков действия наемника и «стоимость» различных действий для него гибко зависят от его характеристик (проворность, ловкость, уровень опыта), состояния здоровья и уровня энергии, обеспечивая весьма правдоподобное моделирование физических возможностей персонажей и их постепенное ухудшение от ранений, усталости и так далее. Если у персонажа остаются неиспользованные очки действия, они могут быть использованы при так называемом «перехвате» (англ. interrupt) — когда персонаж замечает появившегося противника на его ходу и может, прервав его ход, совершить свои действия.

### Ролевая компонента
У каждого наёмника есть список параметров (сила, ловкость и так далее), от которых зависят их способности. Эти параметры могут быть улучшены в боях, при определённой деятельности (тренировка ополчения, ремонт, взлом замков, лечение раненых и т. д.) или путём тренировок, а также могут ухудшиться из-за травм. Кроме этого, у каждого персонажа имеется один или два навыка, влияющих на его специализацию: «взломщик», «рукопашный бой», «автоматическое оружие» и т. п. Хотя в игре и нет жёстко определённых классов бойцов — любой персонаж может пользоваться каким угодно оружием или экипировкой, но шанс на успешное его использование кардинальным образом определяется навыками и параметрами данного персонажа.

### Экипировка
В начале игры доступны большая часть наемников и базовое снаряжение, но по-настоящему хорошие вещи придётся добывать у противника или покупать. Спектр вооружения игры представлен самыми различными видами, начиная с кастетов и ножей и вплоть до минометов и гранатомётов. Почти к каждому типу огнестрельного оружия имеется несколько видов боеприпасов: бронебойные, экспансивные и т. д. Также присутствует несколько уникальных типов оружия, которые могут быть получены игроком только в одном экземпляре, например — штурмовая винтовка G11. Многие виды огнестрельного вооружения в игре допускают установку различных аксессуаров: оптических прицелов, лазерных целеуказателей, подствольных гранатометов и т. д. Дополнительное снаряжение бойцов может включать миноискатели, приборы ночного видения, усилители слуха, боевые стимуляторы, детекторы движения и т. п.

### NPC
Помимо наемников на стороне игрока выступает народное ополчение, которое тренируется членами отряда в освобожденных им городах. Бойцы ополчения делятся на 3 уровня подготовки: новички, рядовые и ветераны, побывавшие в бою. За раз наёмником обучается 10 бойцов, скорость обучения зависит от параметров «лидерство», «интеллект» и «опыт» наёмника. Всего в секторе может быть до 20 ополченцев (при достижении максимального количества начинается повышение уровня подготовки слабо обученных). Непосредственно управлять ополченцами в бою игрок не может − этим занимается компьютер (а в случае отсутствия в секторе наемников бой происходит в автоматическом режиме). Однако, в перерывах между нападениями врагов на города есть возможность перемещать отряды ополчения между секторами города, перераспределяя оборонительные силы. После успешно отбитой атаки некоторые из оборонявшихся ополченцев могут сразу подняться на следующий уровень подготовки.

### Экономическая компонента
Основными экономическими и важными стратегическими объектами являются шахты по добыче серебра и золота — основное национальное богатство Арулько. Денежный поток от шахты напрямую зависит от лояльности населения соответствующего города по отношению к игроку. Всего действующих шахт пять (четыре серебряных, одна — золотая), ещё одна — заброшена. С течением времени ресурсы в одной из шахт исчерпываются. Дополнительным источником финансирования могут быть местные торговцы. Кроме шахт, на глобальной карте существуют и другие важные стратегические объекты — населённые пункты, больница, базы ПВО, аэропорты, охраняемые склады вооружения, тюрьмы.

### Квестоваякомпонента
Квестовая составляющая игры является побочной и представлена двумя десятками необязательных заданий, которые можно получить у местного населения. Выполнение некоторых из них может существенным образом сказаться на ходе игры.

### Дополнительно
В помощь новичкам есть подробная система справки (окно, раскрывающееся почти на весь экран, показывает справку по текущему игровому экрану. Разделы справки выбираются в левой панели окна).
В игре существуют научно-фантастический и реалистический варианты. В научно-фантастическом игроку придется сражаться не только с солдатами, но и с гигантскими подземными насекомыми — «рептионами», появившимися в результате неудачного научного эксперимента. После прохождения определенного этапа игры насекомые могут захватывать шахты и периодически выходить на поверхность, терроризируя население. После уничтожения матки исчезают.

## Оценки
| Сводный рейтинг | Сводный рейтинг |
| Агрегатор       | Оценка          |
| --------------- | --------------- |
| GameRankings    | 84,66 %         |

| Сводный рейтинг | Сводный рейтинг |
| Агрегатор       | Оценка          |
| --------------- | --------------- |
| GameRankings    | 72,93 %         |

## Модификации
К игре было выпущено одно официальное дополнение — Jagged Alliance 2: Unfinished Business — и более двух десятков фанатских модификаций. Один из них — Jagged Alliance 2: Wildfire — получил лицензию разработчиков и начиная с 5-й версии распространялся коммерчески. На CD Wildfire 6 прилагался исходный код движка игры под некоммерческой лицензией.